# 一乗院 (雲仙市)
一乗院（いちじょういん）は、長崎県雲仙市にある真言宗御室派の仏教寺院。山号は温泉山（うんぜんざん）。

## 歴史
- 701年（大宝元年）2月15日、現在の雲仙の地に文武天皇勅願により「温泉山満明寺」が開山。[2]
- 同年11月2日、最初の寺院「大日如来院」が建立される。開基は行基菩薩。

最盛期は瀬戸石原に三百坊、別所に七百坊を有していた。
- 778年（宝亀9年） 火災により焼失、再建。
- 931年（承平元年） 火災により焼失、仮堂により再建。
- 1571年（元亀2年） 白雀の乱が勃発し焼失。仮院にて法灯を継承す。[4]
- 1637年（寛永14年） 島原の乱により、堂字すべてを焼失。
- 1640年（寛永17年） 島原藩主となった高力忠房（摂津守）公の命を受け、遠州浜松鴨江寺より招聘された当山中興弘宥和尚が、「温泉山満明寺一乗院」として復興。[5]
- 1680年（延宝8年） 7月27日、二世宥誉法印代には、高力隆長公にかわって深溝松平家より、松平忠房（主殿頭）公が島原藩主となり正式に「温泉山一乗院」として認可される。

松平家の家紋である「重ね扇」から扇を一枚取った「一重扇の丸に横一」の寺紋を賜る。紋としては珍しい十本骨の扇。

さらに、寺宝「磬子」を授けられ正式に島原藩の祈願所となる。（『温泉山起立書』）

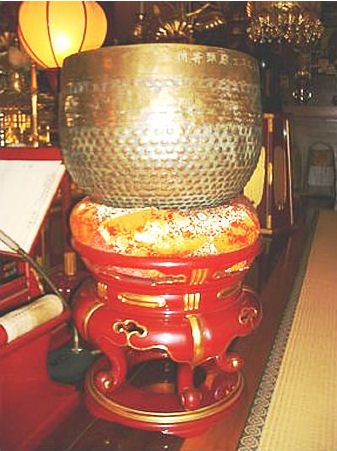
寺宝の「磬子」

- 1693年（元禄6年）松平忠房公により当山鎮守四面宮（現、温泉神社）とあわせて改築され、後に釈迦堂と護摩堂を建立。
- 1869年（明治2年） 神仏分離令により当山鎮守四面宮を分離、筑紫国魂神社となる。廃仏毀釈の法難の為、温泉（うんぜん）より南串山の歓喜庵（現、一乗院）に本坊を移転。

これにより温泉山一乗院本坊は、現在の南串山に定まり、雲仙は飛地境内となり一乗院釈迦堂として法灯を灯すことになる。
- 1980年（昭和55年） 雲仙飛地境内の一乗院釈迦堂は新たな宗教法人「雲仙山満明寺」として独立し、一乗院の法類寺院となる。[7]

これにより、大宝元年行基菩薩開山以来、温泉山(うんぜんざん)と記されてきた霊峰雲仙の称号は雲仙の地を離れ、南串山の温泉山一乗院の山号としてのみ、その名を残す。
- 1973年（昭和48年） 百八段あった参道の階段を、車が上れる様に改修した。[8]
- 1985年（昭和60年） 195年ぶりに本堂再建。
- 1999年（平成11年） 京都市北阪商店より毘盧遮那大仏像並びに聖観音菩薩像を寄附され、庫裡の大広間にて祭祀する。また同年、温泉山一乗院開基行基菩薩像を建立する。
- 2008年（平成20年） 本堂参道外壁改修工事が終了。

## 年間行事
- 1月21日: 初大師・初護摩供法会
- 2月3日: 節分星祭り祈祷会
- 3月: 春季彼岸大法会
- 8月第一日曜日: お施餓鬼・盂蘭盆会法要
- 9月: 秋季彼岸大法会
- 11月最終日曜日 : 宗祖弘法大師御影供法会
- 12月21日: 納め大師・納め護摩供法会

## 月例行事
- 毎月28日 月並護摩供法会（但し、1月と12月は21日）

## 取材
- 2008年（平成20年）7月1日 「あっ！ぷる」NBC長崎放送 午前9：55分～午前10：50分放送。 一乗院の「河童の手」が取材・放送された。
- 2008年（平成20年）7月19日 「あなたの街の マジかもミステリーツアー」YTV読売テレビ系列 午後3：30分～午後4：55分放送。一乗院の「河童の手」が取材・放送された。
- 2011年（平成23年）11月22日 「ドォーモ」KBC九州朝日放送　午前0：15分～午前1：15分放送。　一乗院の「河童の手」が取材・放送された。